# Agorà (gruppo musicale)
Gli Agorà sono un gruppo musicale di rock progressivo italiano, attivo della prima metà degli anni settanta fino agli inizi degli anni '80 e dagli anni 2000 fino ad oggi.

## Storia

### 1974-1979: Dalla fondazione allo scioglimento
Gli Agorà si formano nelle Marche all'inizio del 1974 con una formazione che comprendeva Roberto Bacchiocchi al pianoforte, Ovidio Urbani al sax soprano, Renato Gasparini alla chitarra, Paolo Colafrancesco al basso e Mauro Mencaroni alla batteria. In precedenza, Bacchiocchi e Colafrancesco avevano fatto parte del gruppo marchigiano Oz Master Magnus Ltd, con cui avevano realizzato per la Tickle un disco omonimo ed un 7" intitolato Lonely People. Inizialmente influenzati da gruppi come Weather Report e Perigeo, provano e compongono nuovi pezzi in una chiesa sconsacrata situata nel centro storico di Serra San Quirico, in provincia di Ancona, che diventò il punto di ritrovo per molti giovani musicisti delle Marche. Il nome del complesso, Agorà, fu scelto dal gruppo e da Cesar Monti - fotografo ed ideatore della copertina del primo album - per rievocare le atmosfere della cultura mediterranea applicando spontaneamente temi melodici in un tessuto jazz-rock.
Gli Agorà esordiscono in un concerto tenutosi al Festival pop di Villa Pamphili nel settembre 1974. Nel giugno del 1975 suonano prima al Festival del proletariato giovanile organizzato al Parco Lambro dalla rivista underground Re Nudo dove condivisero il palco con Donatello, Jenny Sorrenti, Toni Verde e Yu Kung e poi, grazie all'interessamento di Claude Nobs, si esibiscono al festival di Montreux di cui Nobs era il curatore, insieme a gruppi quali Perigeo, PFM e i francesi Magma. La band esordisce così sulla major Atlantic, con un album dal vivo tratto dalla performance svizzera e prodotto da Claudio Fabi.
Nel corso dello stesso anno, con l'aggiunta del percussionista Nino Russo e del bassista Lucio Cesari che andava a sostituire Colafrancesco, entrarono al Capolinea studio di Milano per registrare un secondo album intitolato Agorà 2 (Atlantic, 1977), con cui la band si avvicinò stilisticamente ancora più al jazz-rock, vincendo anche il premio come miglior album per la critica discografica. Nel tour che seguì gli Agorà si esibiscono nuovamente al Festival del proletariato giovanile tenutosi sempre al Parco Lambro nel giugno del 1976 comparendo anche nell'omonimo disco dal vivo (con la traccia Cavalcata Solare). Nella giornata del 27 giugno di questo festival tenutasi, gli Agorà condivisero il palco con Paolo Castaldi, Veronique Chalot, Patricia López, Lyonesse, Napoli Centrale. 
Registrati ancora cambi di formazione, che portarono poi all'ingresso di Savino Lattanzio al basso e Pepe Maina alle percussioni, iniziano una tournée di 50 date, nelle ultime delle quali si registrarono ulteriori avvicendamenti alle sonorità jazz, anche grazie all'ingresso di Massimo Manzi e Robert Clark, rispettivamente alla batteria e al basso.
Nel 1979, di nuovo con una formazione a cinque composta da Gasparini, Urbani, Bacchiocchi, Manzi e Clark, iniziarono i provini per il terzo album che doveva intitolarsi Costa dell'est. Purtroppo, dopo aver registrato due nuovi brani in studio, il gruppo si scioglie senza pubblicare la nuova attesa fatica discografica.

### 2002-in poi: La reunion ed i nuovi album
Nel 2002 gli Agorà si ricostituiscono in una formazione acustica che comprendeva quattro membri storici Ovidio Urbani, Renato Gasparini, Mauro Mencaroni, Lucio Cesari, assieme a cinque nuovi componenti: Alessandra Pacheco, Giovanni Ceccarelli, Aki Montoya, l'ex Banco del Mutuo Soccorso Karl Potter e il produttore-chitarrista Maurizio Mercuri. Questo ensemble si esibisce dal vivo e lavora alla pubblicazione di un nuovo lavoro discografico per la cui uscita, tuttavia, bisognerà ancora attendere qualche anno. Al riguardo, intervistato nel 2007 da una rivista Jazz, il chitarrista Renato Gasparini nega la possibilità di un'uscita discografica che raccolga i due inediti sopra citati, dichiarandosi "più interessato al futuro, che al passato". Tuttavia, nel 2013, con una formazione ancora più protesa verso l'unplugged, ai tre "storici" Gasparini, Urbani, Cesari, si affiancano ora un secondo chitarrista, Gabriele Possenti, e addirittura un violoncellista, Gianni Pieri (già con Nu Indaco e Solar Orchestra. Il gruppo pubblica così l'atteso terzo album, intitolato Ichinen e presentato in anteprima il 17 giugno 2013 presso la prestigiosa rassegna Musicultura. comprendente nuovi brani e, inaspettatamente, le registrazioni inedite di fine anni '70, con Massimo Manzi alla batteria, Roberto Bacchiocchi al Fender Rhodes, Robert Clark al basso
Nello stesso anno, la label BTF, che già aveva pubblicato nel 2003 la versione in cd dei primi due album, cura la ristampa in vinile dei 33 giri del gruppo, peraltro riproducendo il medesimo art-work del tempo.
Agli inizi del 2013, rientra stabilmente in formazione Massimo Manzi, secondo batterista del gruppo. Nel 2014, la band entra nella scuderia della Aerostella, label di Franz Di Cioccio della PFM che ristampa Ichinen, dandogli una distribuzione internazionale. Nel novembre 2014, gli Agorà sono tra i gruppi chiamati sul palco di Prog Exhibition, il Festival della Musica Immaginifica organizzato dalla D&D di Iaia De Capitani, insieme a gruppi molto noti della scena progressive tricolore come la PFM e Le Orme.
Il 20 settembre del 2015, al Planet Live Club di Roma, con una formazione estesa a otto elementi che comprende il tastierista degli Area Patrizio Fariselli e il musicista anconetano Marco Agostinelli ai flauti in qualità di special guest, il gruppo si esibisce dal vivo, con l'intento di pubblicare un nuovo disco live. Il concerto fa parte del Progressivamente Festival organizzato da Guido Bellachioma. In quell'occasione vengono presentati quattro inediti: "Bombook" di Renato Gasparini e Gianni Pieri, "Puro" di Gabriele Possenti, Reset di Renato Gasparini, e "Oak Ballad" di Renato Gasparini e Ovidio Urbani. Ed è proprio il brano "Bombook" a dare il titolo all'album live uscito nel 2016 per Cramps/Sony in formato cd e in formato vinile (esiste anche un dvd che documenta il concerto romano al Progressivamente Festival, tirato in sole 100 copie). 
Nel marzo 2017 gli Agorà ritornano, sempre in formazione estesa, a suonare nella Capitale. Questa volta sul palco dell'Auditorium del Parco della Musica come principale attrazione della prima edizione della Mandela Night, iniziativa promossa dalla Mandela Foundation e patrocinata dall'Ambasciata del Sud Africa in Roma. La formazione è quella di Bombook con l'aggiunta di Mike Rossi, sassofonista americano che Renato Gasparini ha conosciuto nel 2015 durante la manifestazione PiorAcustic, festival dedicato alla liuteria acustica di Pioraco (Mc).
Sempre nel 2017, ma ridotti a un trio (Urbani, Gasparini e Pieri), gli Agorà presentano a Milano il nuovo disco alla Casa di Alex. 
Nel 2018, esce per Crac Edizioni, una biografia della band curata dal giornalista milanese Claudio Giovanni Bonomi che ne ripercorre la storia, risalendo agli esordi musicali dei diversi componenti del gruppo marchigiano con testimonianze ed episodi inediti. 
Nel 2019, a Fabriano, Renato Gasparini inizia a lavorare a un nuovo disco della band, raccogliendo intorno sé, oltre ai "veterani" Lucio Cesari e Massimo Manzi, i già rodati Gianni Pieri e Marco Agostinelli. Dopo circa tre anni di lavoro in studio, i brani del successore di Bombook sono pronti e la band è in attesa di trovare una label interessata alla loro pubblicazione.

## Formazione

### Formazione attuale
- Renato Gasparini: chitarre, voce (1974-1980, 2002-oggi)
- Lucio Cesari: basso, percussioni (1976-1978, 2002-oggi)
- Massimo Manzi: batteria (1979-1980, 2013-oggi)
- Gianni Pieri: violoncello (dal 2012)
- Marco Agostinelli: flauti, sassofono, tastiere (dal 2019)

### Ex componenti
- Ovidio Urbani: sax soprano, sax tenore (1974-1980, 2002-2019)
- Mauro Mencaroni: batteria, voce (1974-1977, 2002-2012)
- Roberto Bacchiocchi: tastiere, voce (1974-1980)
- Paolo Colafrancesco: basso, voce (1974-1976)
- Nino Russo: sax, percussioni (dal 1976 al 1978)
- Savino Lattanzio: basso (1978)
- Pepe Maina: percussioni (1978)
- Robert Clark: basso (1979-1980)
- Maurizio Mercuri: chitarra, (2002-2011) produzione (2012-oggi)
- Giovanni Ceccarelli: pianoforte (2002-2011)
- Alessandra Pacheco: voce (2002-2011)
- Karl Potter: percussioni (2002-2011)
- Aki Montoya: percussioni (2002-2011)

## Discografia

### Album
- 1975 - Live in Montreux (Atlantic Records, T 50171). Ristampato in CD nel 2003 e in vinile nel 2012 da BTF, con l'artwork originale.
- 1976 - Agorà 2 (Atlantic Records, T 50324). Ristampato in CD nel 2003 e in vinile nel 2012 da BTF.
- 2013 - Ichinen (autoprodotto). Ristampato da Aerostella l'anno successivo.
- 2016 - Bombook lp

### 45 giri
- 1977 - Cavalcata solare parte prima/Cavalcata solare parte seconda (Atlantic Records, T 10941)

### Compilation
- 1976 - LP - AAVV - Parco Lambro (Laboratorio Records, LBLP 201). Ristampato in cd da Stampa Alternativa nel 2005, allegato al libro Area – Musica e rivoluzione, di Giampaolo Chiriacò (Stampa Alternativa, 2005, 118 pagg.)